# Гуго V (граф Мена)
Гуго V (фр. Hugues d'Este; 1062–1131) — граф Мена в 1069-1093 роках; син маркграфа Альберто Аццо II д'єсте і Герсенди, дочки графа Мена Герберта I.

## Біографія
В 1062 помер двоюрідний брат Гуго граф Менський, Гельберт II не залишивши спадкоємців. Перш ніж герцог Нормандії Вільгельм відповідно до угод, укладеними з Гельбертом II (за словами Ордеріка Віталіса, Вільгельм уклав договір про заручини між своїм малолітнім сином Робертом і Маргаритою, сестрою Гельберта II, з умовою, що до смерті Гельберта II майбутній зять Роберт успадкує графство), прийняв владу від імені Маргарити Мен і її нареченого, сина Вільгельма, Роберта, знать графства Мен, обрали нових графів Мен, його сестру Біоту і її чоловіка, Готьє I, графа Вексіна і Ам'єна, які попросили захисту в нового графа Анжуйського, Жофруа III. В 1063 році Вільгельм захопив Мен, незважаючи на Готфрід бородатий, зумівши захопити в полон Готьє і Біоту, які були поміщені у в'язницю в Фалезе, в Нормандії, де і померли при невияснених обставинах. Враховуючи, що в 1063 також померла Маргарита, Роберт, син Вільгельма, взяв у володіння графство Мен, яким, насправді правив Вільгельм.
У 1066 році лише деякі лицарі Мену відгукнулися на заклик Вільгельма, який готувався напасти на королівство Англії.
Але в 1069 році дворяни Мену, підтримані графом Анжуйським, Фулько IV Анжуйським, вигнали норманів з Менського графства і запропонували графство батькам Гуго, Альберто Аццо II і Герсенді, яка після смерті сестри Біоти була законною спадкоємицею графства: однак, в 1070 році, вирішили відмовитися від титулу на користь молодшого сина Гуго.
У 1073 році Вільгельм Завойовник вторгся в Мен з англійськими військами і легко прибув до Ле-Мана, нещодавно покинутий як Фулько IV, так і графом Гуго V. Зайнятість нормандської влади ніколи не була повна, тому що граф Анжуйський продовжував підтримувати будь-який бунт і повстання, виступаючи також від першої особи, якщо в, що, в 1081 р., була досягнута домовленість: графство Мен забиралася на Гуго V і віддалася синові завойовника, Роберту, який, у свою чергу, приділяв належне феодальної, як і його господь, Фульк IV.
Угода тривала мало і багато Вісконті повстали і практично, із запобіганням анжуйців, велика частина графства повернувся в руки баронів Мен, оскільки, Гуго V був повернувся до Італії і маркіз д'Есте, вони відмовилися від Мен. Насправді, диплом, датований 1077, імператор Генріх IV, підтверджує до Гуго, брат Фульк і їх батько Альберто Aццo II різні майно, в Луніджана, в Пармі, в Есте і в сусідніх областях.
У 1087 році, після смерті Вільгельма Завойовника, завжди Гоффредо Майенн, від імені Гуго V захопив весь графство, але тепер йому довелося битися з Роберто, який, нарешті, успадкував герцогство Нормандії і позбувся захисту свого батька навіть для Мена. І коли в 1091 році Роберто отримав допомогу свого брата, короля Вільгельма II Англії, і ситуація для Мена стала більш делікатною, за словами Ордеріка Вітале, дворяни Мена відправили делегацію на чолі з Гоффредо Майенном і Елією лордів Ла-Флеш, в Луніджані, щоб вирішити їхню справу в надії позбутися норманів, які протягом приблизно тридцяти років ангарировали своє графство. Але коли Гуго (за словами каменярів, його батько і брат Фолко були дуже раді відлучити його від Італії, так як до 1090 року він був відлучений від папи Урбана II), він, нарешті, відправився в Мен, щоб заволодіти графством, яке він успадкував від своєї матері, через його поведінки, він не викликав великого ентузіазму, але дворяни пошкодували, що назвали його. Навпаки, відсутність довіри господа Мен, що відкрито вони скаржилися, що обраний граф, Гуго V, висловив бажання повернутися до Італії; його двоюрідний брат Елі I († 1110), син Джованні ді Baugency, господь ла-Флеш, і Паола Мен, дочка Eriberto ска запропонував статися в назві; так, в 1093 близько Гуго V відмовитися від титулу і продав, за 10 тис. солідів Менське графство Елі I.
Повернувшись до Італії, в тому ж році батько послав його на допомогу графині Матильді Тосканській у війні з Генріхом IV, але і в цій місії, за словами історика Мураторі, він не відзначився мужністю і благородством.
Після повернення до Італії, Гуго отримав від свого брата Фолько деякі землі, а в 1095 році, за згодою батька, Альберто Аззо, отримав половину всіх земель і титулів, за умови, що він визнав себе васалом Фулько.
смерть Маркіза Альберто Azzo II, в 1097 і те, що син від першого шлюбу Вельф IV вимагав весь спадок батька, а також те, що її батько залишив на графа Гуго і маркіз Фульк; але що тоді він обмежився тим, назв і властивостей, що сім'я в Німеччині.
Після 1100 року Гуго V, який, незважаючи на те, що він більше не граф Менський, продовжував хвалитися цим титулом, більше немає новин. відомо лише, що він помер кілька років потому, в 1131 р.

### Первинне джерело
- Actus Pontificum Cenomannis in urbe degentium (Le Mans) [Архівовано 9 березня 2016 у Wayback Machine.].
- Orderici Vitalis, Historia Ecclesiastica, tomus II [Архівовано 12 квітня 2021 у Wayback Machine.].
- Orderici Vitalis, Historia Ecclesiastica, tomus unicus [Архівовано 2 квітня 2019 у Wayback Machine.].
- Monumenta Germanica Historica, Diplomata regum ei imperatorum Germaniae, tomus IV, Henrici IV diplomata, parte II.
- Cartulaire de l'abbaye de Saint-Vincent du Mans, Liber primus [Архівовано 14 серпня 2020 у Wayback Machine.].
- Regesta comitum Sabaudiæ. італ.